# جنگ اسکونه
جنگ اسکونه (به دانمارکی:Skånske Krig؛سوئدی:Skånska kriget؛ آلمانی:Schonischer Krieg) بخشی از جنگ‌های شمالی بود که در فاصله سال‌های ۱۶۷۵ تا ۱۶۷۹ میلادی در سرزمین‌های سوئد، دانمارک-نروژ و براندنبورگ رخ داد. این نبرد به خصوص در خاک اسکونه واقع در مرز میان دانمارک و سوئد، شدت بیشتری داشت. این جنگ در تاریخ آلمان به جنگ سوئد-براندنبورگ (به آلمانی:Schwedisch-Brandenburgischer Krieg) شهرت دارد.
جنگ هنگامی آغاز شد که امپراتوری سوئد در اتحاد با پادشاهی فرانسه، با چندین کشور اروپایی درگیر شد؛ زیرا، هم زمان در اروپای غربی، جنگ هلند جریان داشت. جمهوری هلند از دانمارک، که تحت رهبری کریستیان پنجم قرار داشت، درخواست کمک کرد. بلافاصله دانمارک در اتحاد با براندنبورگ، به سوئد حمله کرد ؛ در نتیجه، امپراتوری سوئد ناچار بود که در دو جبهه بجنگد.
هدف دانمارک از شرکت در این جنگ، بازپس‌گیری اسکونه بود که پس از دومین جنگ شمالی آن را به سوئد واگذار نمود. با وجود حملهٔ جسورانه و موفقیت‌آمیز دانمارکی‌ها، سوئد موفق شد به رهبری پادشاه نوزده سالهٔ خود، شارل یازدهم، نیروهای دشمن را پس بزند.
جنگ بدون نتیجهٔ مهمی ادامه یافت ؛ از یک طرف، سوئدی‌ها بخش بزرگی از ناوگان خود را در دریا از دست دادند و همچنین، در شمال آلمان مغلوب براندنبورگ شدند. از طرفی دیگر، دانمارکی‌ها نیز در تلاش برای تصرف دوبارهٔ اسکونه ناموفق بوده و از سوئد شکست خوردند. سرانجام، جنگ زمانی به پایان رسید که جمهوری هلند، متحد دانمارک، با فرانسه آتش بس برقرار کرد و همچنین، شارل یازدهم سوئد با شاهزاده خانم دانمارکی، اولریک الئونورا دانمارک ازدواج کرد. پیمان ختم جنگ با وساطت فرانسه امضاء شد و بسیاری از سرزمین‌های از دست رفتهٔ سوئد، دوباره به این کشور برگردانده شد.

## نگارخانه

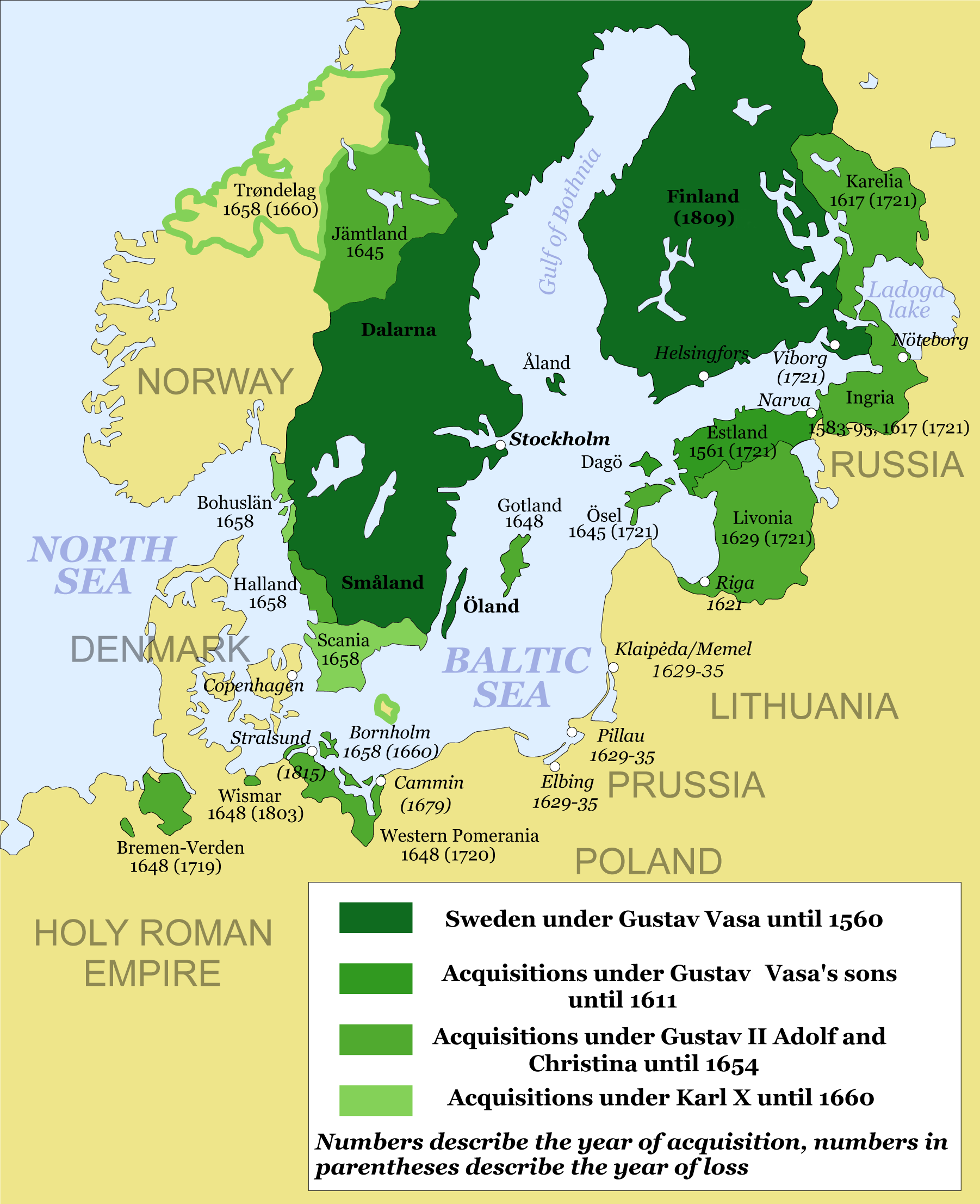
متصرفات سوئد از ۱۵۶۰ میلادی